# Hans Ericson

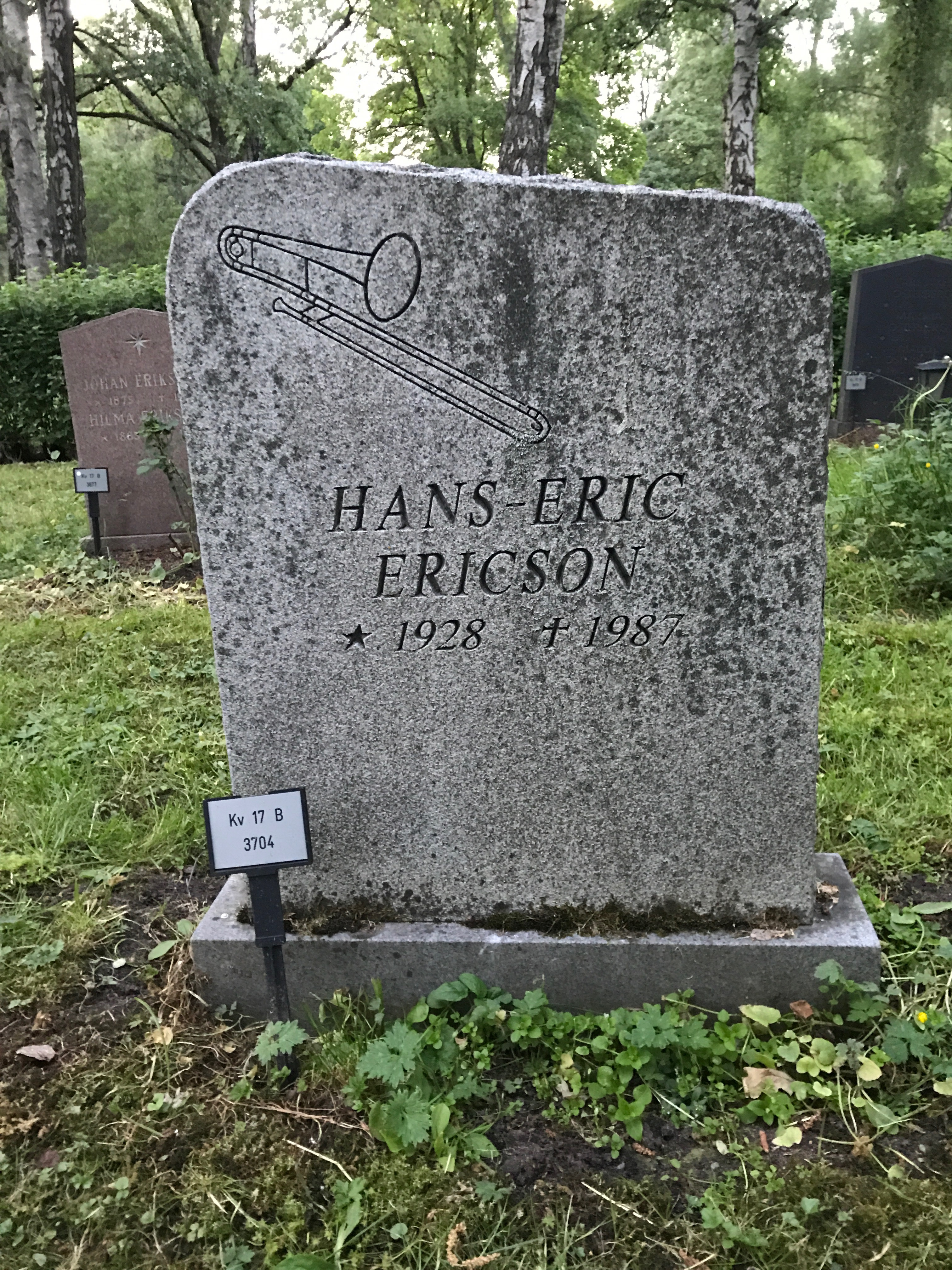
Hans Eric Ericssons gravvård Norra begravningsplatsen

Hans Ericson, egentligen Hans Erik Eriksson, född 21 januari 1928 i Lekomberg, Ludvika församling, död 4 april 1987 i Gustav Vasa församling i Stockholm, var en svensk fackföreningsman och förbundsordförande för Svenska Transportarbetareförbundet 1968–1980.

## Biografi
Hans Ericson var son till transportförmannen Lars Eric Ericson och dennes hustru Elin Ericson, född Sundström. Hans Ericson inledde sitt yrkesliv vid 15 års ålder som anställd vid bilfirmor i hemstaden Ludvika och senare, från 1950, som taxichaufför. 1951 blev han kassör i Transports avdelning 151, 1958 blev han ombudsman i Dalarna, två år senare befordrades han till förbundsstyrelsen och 1968 valdes han till ordförande för hela förbundet.

### Fackligt ledarskap
Ericsons första hårda fackliga strider kom när han ville centralisera Transport, som dittills haft många små lokalavdelningar. Stuvare i ett antal norrländska hamnar protesterade, eftersom de var rädda att i framtida frågor bli utmanövrerade av lastbilschaufförerna, som var fler. Resultatet blev att stuvarna uteslöts 1972 och organiserade om sig i Hamnarbetarförbundet.
Som förbundsordförande under 1970-talet var Ericson inte främmande för att ta ut sina medlemmar i strejk i kampen för bättre villkor. Bland annat mobiliserade han Internationella Transportarbetarfederationens 6,5 miljoner medlemmar när 20 maskinbefäl på Waxholmsbåtarna strejkade.
Vid mitten av 1970-talet, då svensk fackföreningsrörelse stod på toppen av sitt inflytande, var Ericson på gott och ont något av symbolen för den kraftfulle men egensinnige förbundsordföranden; termen fackpamp hördes även inom de egna leden.
Trots att Hans Ericson var erkänt skicklig vid förhandlingsbordet blev inte löneökningarna för hans fackliga medlemmar så stora som man kunde väntat. Mellan 1967 och 1976 gick transportarbetarnas löner upp med maximalt 147 procent. Under samma period fick industriarbetare i allmänhet 176 procent i löneökning.

### Kontroverser och affärer
Hans Ericson hamnade i rejält blåsväder då han nyåret 1975–76 semestrade på Kanarieöarna, trots att LO:s styrelse hade uppmanat till bojkott av det Francostyrda Spanien. Ericson bodde dessutom på Rocas Rojas, en anläggning ägd av Svenska Arbetsgivareföreningen, och kvällspressen publicerade mycket uppmärksammade bilder på honom där han satt solbränd i underkläder med tobak och flaskor framför sig på bordet. När Ericson konfronterades med uppgifterna hävdade han att han rest till Kanarieöarna för att i hemlighet förhandla med spanska fackföreningsmän, men att han inte kunde avslöja vilka eftersom dessa då riskerade att straffas av Francoregimen, som förbjudit fackföreningar. LO dementerade dock Ericsons uppgifter. Skandalen förvärrades när det visade sig att resan, i varje fall till en början, betalts av charterbolaget Scanair som av förståeliga skäl var beroende av goda relationer med Transport.
Ericson uteslöts ur LO:s styrelse, officiellt på grund av att han deltagit i för få möten. Ericsons kommentar var "Skitsnack. Naturligtvis var det Spanien". En intern utredning inom Transport fastslog att Ericson inte gjort något fel i samband med resan till Kanarieöarna, men tre ombudsmän ställde sig kritiska. Ericson ställde då förbundskongressen inför ett ultimatum: att välja mellan honom och ombudsmännen. Ericson gick segrande ur striden och mindre än en månad senare miste ombudsmännen sina uppdrag.
Fler kontroverser omgav Ericson. Ett tvivelaktigt lån till en lägenhet på Östermalm blev en belastning, liksom utmanande representationsnotor och ett stort 50-årskalas för 200 inbjudna i Spegelsalen på Grand Hotel i Stockholm på medlemmarnas bekostnad.

### Politik
Som framstående inom LO var Ericson förstås till en början socialdemokrat, men han var med och grundade Nya Partiet inför valet 1979.

### Avsked
1980 tvingades till slut den omstridde fackbasen att lämna sitt uppdrag. Klockan 03.15 natten till den 29 januari 1980 beslöt Transports förbundsstyrelse, efter ett 18 timmar långt sammanträde, att avskeda Ericson med omedelbar verkan. Det var första gången en förbundsordförande inom LO avskedades under löpande mandatperiod, och skandalen blev inte mindre av att han fick sällskap av sin andre ordförande Alvar Åslund. Den direkta orsaken till avskedandet var oegentligheter med resetraktamenten. Inrikes tjänsteresor hade redovisats som utrikesresor till skattemyndigheten, och på så sätt gett betydligt mer pengar i traktamente.
Ericson gav sig inte utan strid. Den 2 juli lämnade han in en stämningsansökan till Stockholms tingsrätt där han krävde Transport på ett skadestånd på två miljoner kronor för bland annat grov kränkning. Han förlorade målet: den 14 maj 1981 slog tingsrätten fast att Transports anklagelser varit väl underbyggda och att uppsägningen gjorts på saklig grund.
Ericson sammanfattade efter avgången 1980 sin karriär i memoarerna Mitt liv med Transport. Han är begravd på Norra begravningsplatsen.